# Martin Escher
Martin Escher (* 7. November 1788 in Zürich; † 28. September 1870 ebenda; auch Martin Escher-Hess genannt) war ein Schweizer Industrieller und ein früher Förderer des Eisenbahnbaus in der Schweiz.

## Biografie
Er war der Sohn von Salomon Escher, dem Seidenfabrikanten im Wollenhof in der Schipfe und Zunftmeister zur Meisen. Sein fünf Jahre älterer Bruder Hans Jakob Escher war von 1831 bis 1837 Stadtpräsident von Zürich. 1813 übernahm Martin Escher zusammen mit seinem Bruder Heinrich die väterliche Firma, die in den 1820er Jahren über 500 Weber in Heimarbeit beschäftigte und Seide nach Deutschland sowie später in die USA exportierte. 1816 heiratete er Elisabetha Hess, Tochter des Seidenfabrikanten Paulus Hess im Florhof. Der Architekt Hans Conrad Stadler baute für ihn das «Haus zum Kronentor» am Seilergraben. Escher war Präsident des bis 1834 bestehenden kaufmännischen Direktoriums. Bei dessen Auflösung setzte er durch, dass die freiwerdenden Gelder für städtische Bauzwecke zur Verfügung standen.
Die Zürcher Handelskammer gab 1837 Planungen einer Bahnstrecke zwischen Zürich und Basel in Auftrag und gründete die Basel-Zürich-Eisenbahngesellschaft. Doch das Vorhaben scheiterte an der damals unsicheren politischen Lage (Züriputsch 1839 und Aargauer Klosterstreit 1841) und die Gesellschaft löste sich im Dezember 1841 auf. Escher blieb weiterhin an einer Bahnstrecke interessiert. Unter seiner Führung entstand im Mai 1845 ein neues Komitee, das alle Unterlagen wie Protokolle, Pläne, Messungen und Berechnungen ersteigerte. Aus diesem Komitee heraus bildete sich im März 1846 die Schweizerische Nordbahn, die erste Bahngesellschaft der Schweiz. Sie baute die Bahnstrecke Zürich–Baden, die am 7. August 1847 eröffnet wurde.
Escher war seit der Gründung Direktor der Nordbahngesellschaft, bis diese 1853 mit der Zürich-Bodenseebahn zur Schweizerischen Nordostbahn (NOB) fusionierte. Daraufhin amtierte er bis 1858 als Verwaltungsratspräsident der NOB.